# ULE
ULE — планировщик, используемый по умолчанию в операционной системе FreeBSD (начиная с версии 7.1 и выше) для архитектур i386 и AMD64. Появился в 5-й версии FreeBSD, но был временно отключен по умолчанию в пользу традиционного BSD планировщика, который не использовал все возможности SMP и SMT, которые важны в современном программировании. Основная цель проекта ULE заключается в создании удобного и эффективного планирования в SMP и SMT среде. ULE-планировщик должен показывать высокую производительность как в многопроцессорной системе, так и в системе с одним процессором, а также хорошую отзывчивость системы при высоких нагрузках..
Mac OS X v10.6 может использовать код из ULE.